# Streitkräfte Tansanias
Die Streitkräfte Tansanias (Swahili: Jeshi la Ulinzi la Wananchi wa Tanzania (JWTZ); englisch: Tanzania People's Defence Force (TPDF); deutsch (übers.): Verteidigungsarmee der Bürger Tansanias) bilden mit 27.000 Soldaten das Militär der Vereinigten Republik Tansania. Die 1964 aufgestellten Streitkräfte bestehen aus dem Heer, den  Luftstreitkräften und der Marine.

## Allgemeines
Die zweijährige Wehrpflicht wurde 2004 ausgesetzt. Der Verteidigungsetat betrug 2020 rund 659 Millionen US-Dollar, was 1,0 Prozent des Bruttoinlandsproduktes ausmachte.

### Einsätze
Die Streitkräfte Tansanias beteiligen sich mit 455 Soldaten an der MINUSCA, mit 342 Angehörigen an der UNAMID und mit 959 Mann an der MONUSCO. Des Weiteren sind weitere 133 Soldaten aufgrund der UNIFIL, UNMISS und UNISFA im Ausland stationiert. Im Rahmen der African Stand-By Force nehmen tansanische Truppen seit 2007 an Anti-Terror-Einsätzen gegen Terroristen teil.

## Heer

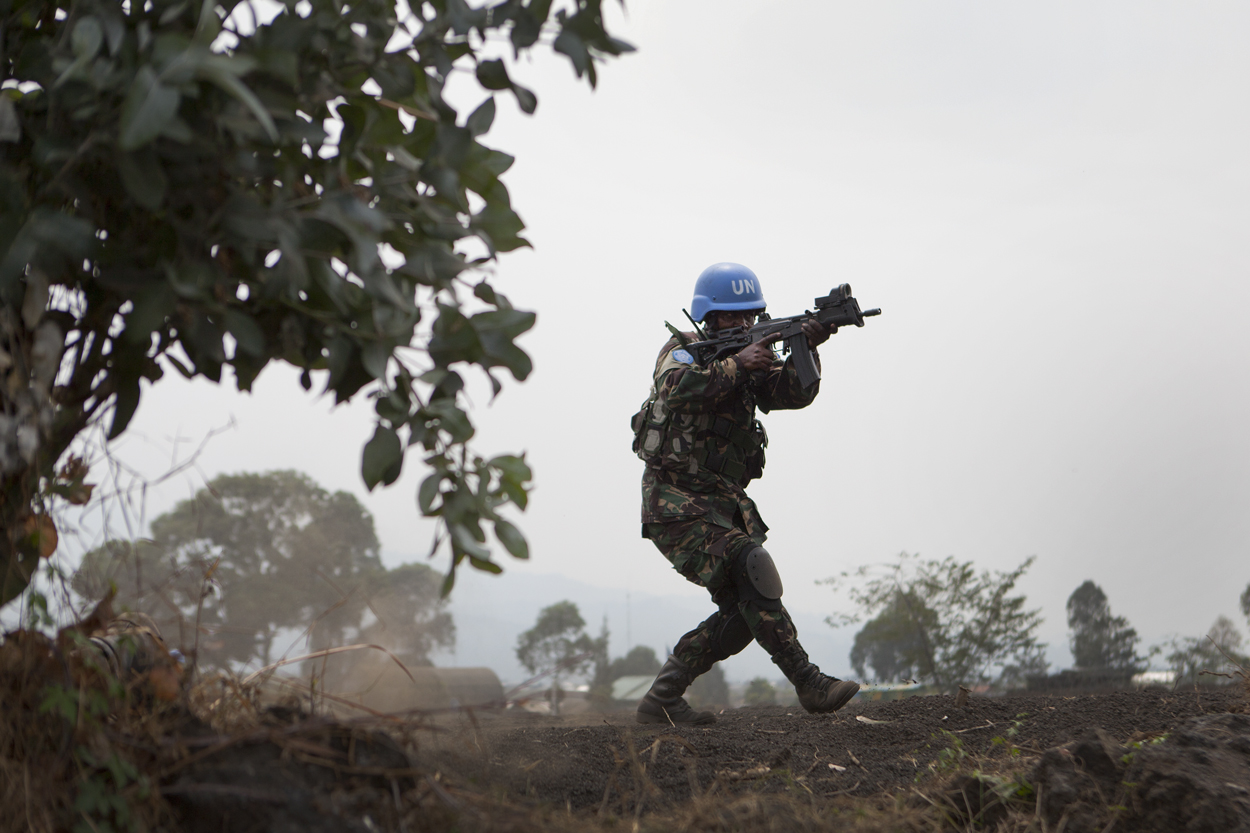
Tansanischer Soldat beim Training

Das Heer mit einer Mannstärke von 23.000 gliedert sich in fünf Infanteriebrigaden, eine Panzerbrigade, vier Artilleriebataillone, zwei Flak-Bataillone, ein Mörserbataillon, zwei Panzerabwehrbataillone, ein Pionierbataillon (121st Engineer Regiment, das trotz der Bezeichnung als Regiment nur Bataillonsstärke besitzt) und eine Logistik- und Unterstützungseinheit.

### Ausrüstung
Die meisten Ausrüstungsgegenstände stammen aus der Volksrepublik China oder aus der ehemaligen Sowjetunion. Das International Institute for Strategic Studies schätzt, dass die meiste Ausrüstung im schlechten Zustand ist.

#### Fahrzeuge
| Typ            | Herkunft               | Funktion               | Version | Anzahl |
| -------------- | ---------------------- | ---------------------- | ------- | ------ |
| T-54 T-55      | Sowjetunion            | Kampfpanzer            |         | 30     |
| Type 59        | Volksrepublik China    | Kampfpanzer            | G       | 15     |
| Scorpion       | Vereinigtes Königreich | Leichter Panzer        |         | 30     |
| Type 62        | Volksrepublik China    | Leichter Panzer        |         | 25     |
| Type 63        | Volksrepublik China    | Leichter Panzer        | A       | 2+     |
| BRDM-2         | Sowjetunion            | Spähpanzer             |         | 10     |
| BTR-40 BTR-152 | Sowjetunion            | Mannschaftstransporter |         | ca. 10 |
| Type 92        | Volksrepublik China    | Mannschaftstransporter |         | 4      |

#### Panzerabwehrwaffen und Artillerie
| Typ        | Herkunft            | Kaliber | Funktion                | Anzahl | Anmerkungen                                 |
| ---------- | ------------------- | ------- | ----------------------- | ------ | ------------------------------------------- |
| Type 52    | Volksrepublik China | 75 mm   | Rückstoßfreies Geschütz |        | Chinesischer Nachbau des amerikanischen M20 |
| Type 56    | Volksrepublik China | 85 mm   | Kanone                  | 75     | Chinesischer Nachbau der D-44               |
| Type 59-1  | Volksrepublik China | 130 mm  | Kanone                  | 30     | Chinesische Version des M-46                |
| D-30       | Sowjetunion         | 122 mm  | Haubitze                | 20     |                                             |
| Type 54-1  | Volksrepublik China | 122 mm  | Haubitze                | 80     | Chinesischer Nachbau des M-30               |
| Type 07PA  | Volksrepublik China | 120 mm  | Mörser Kanone           | 3+     |                                             |
| BM-21 Grad | Sowjetunion         | 122 mm  | Raketenwerfer           | 58     |                                             |
| A-100      | Volksrepublik China | 300 mm  | Raketenwerfer           | 3+     |                                             |
| BM-37      | Sowjetunion         | 82 mm   | Mörser                  | 100    |                                             |
| M1943      | Sowjetunion         | 120 mm  | Mörser                  | 50     |                                             |

## Marine

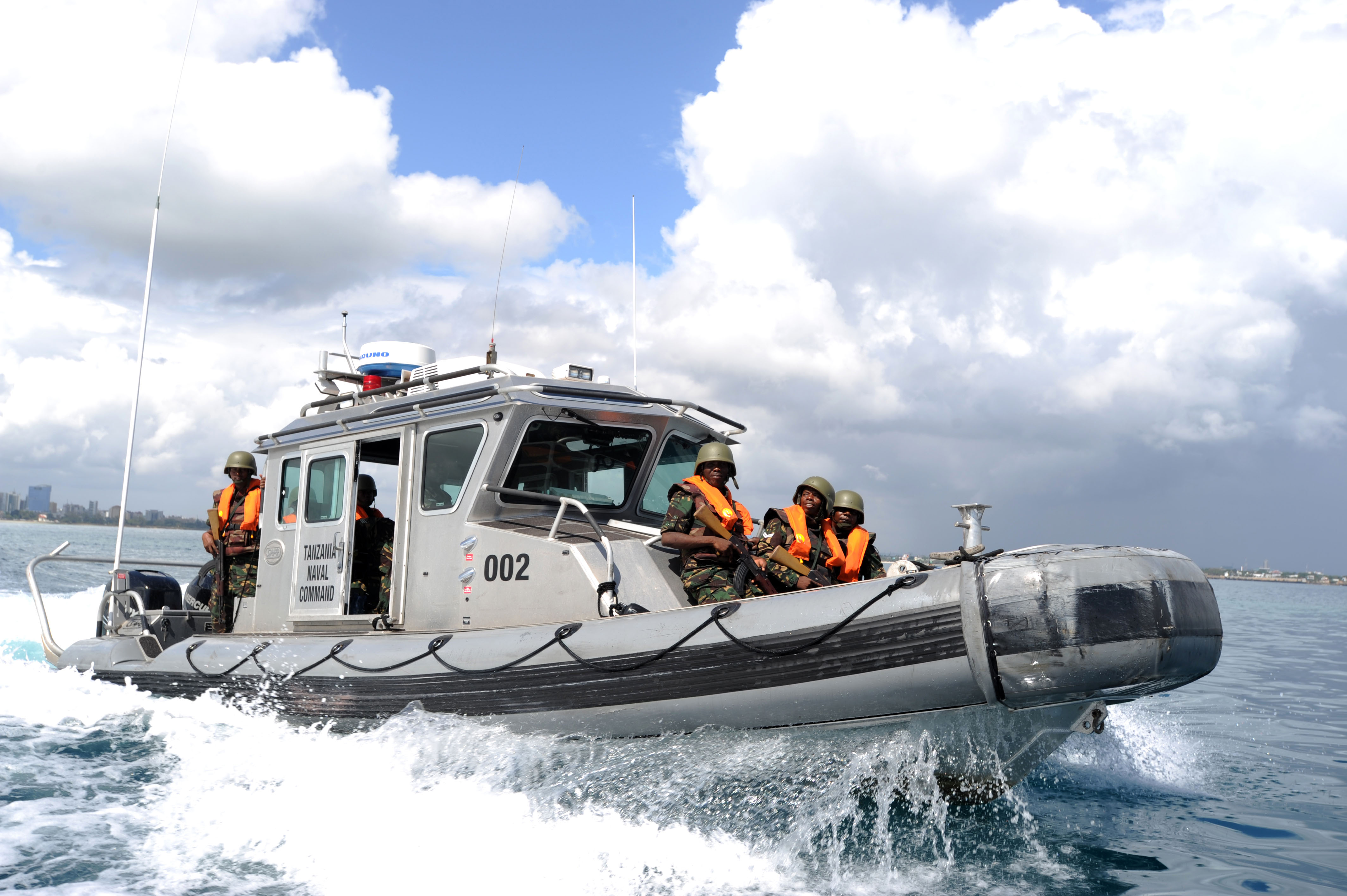
Die Marine von Tansania bei einer gemeinsamen Übung mit den USA

Die Marine, mit 1.000 Soldaten, besitzt sein Hauptquartier in Kigamboni bei Daressalam und verfügt über folgende Ausrüstung:
| Klasse   | Herkunft            | Funktion        | Aktiv | Name                               | Anmerkungen              |
| -------- | ------------------- | --------------- | ----- | ---------------------------------- | ------------------------ |
| Typ 025  | Volksrepublik China | Patrouillenboot | 4     |                                    | [ 7 ]                    |
| Typ 037  | Volksrepublik China | Patrouillenboot | 2     | TNS Mwitongo (P77) TNS Msoga (P78) | 2015 von China geliefert |
| Typ 062  | Volksrepublik China | Patrouillenboot | 2     |                                    |                          |
| Defender | Vereinigte Staaten  | Patrouillenboot | 2     |                                    |                          |
| FCS 3307 | Niederlande         | Patrouillenboot | 4     |                                    |                          |
|          |                     | Landungsschiff  | 1     | Kasa                               |                          |
| Typ 069  | Volksrepublik China | Landungsboot    | 2     | Mbono Sehewa                       |                          |

## Luftstreitkräfte
Die Luftstreitkräfte mit 3.000 Angehörigen verfügen über Stützpunkte in Daressalam (Ukonga Air Base), Mwanza (Mwanza Air Base) und Morogoro (Ngerengere Air Force Base).

### Ausrüstung

Kokarde der tansanischen Luftwaffe

Die Luftwaffe Tansanias betreibt 28 Flugzeuge und 7 Hubschrauber (Stand Ende 2020).

#### Luftfahrzeuge
| Luftfahrzeuge           | Bild           | Herkunft                      | Verwendung                 | Version        | Aktiv          | Bestellt       | Anmerkungen              |
| Kampfflugzeuge          | Kampfflugzeuge | Kampfflugzeuge                | Kampfflugzeuge             | Kampfflugzeuge | Kampfflugzeuge | Kampfflugzeuge | Kampfflugzeuge           |
| ----------------------- | -------------- | ----------------------------- | -------------------------- | -------------- | -------------- | -------------- | ------------------------ |
| Shenyang J-6            | Beispielbild   | Volksrepublik China           | Jagdflugzeug Strahltrainer | F-6 FT-6       | 3 1            |                | Lizenznachbau der MiG-19 |
| Chengdu J-7             | Beispielbild   | Volksrepublik China           | Jagdflugzeug Strahltrainer | F-7 FT-7       | 11 2           |                | Lizenznachbau der MiG-21 |
| Hongdu JL-8             | Beispielbild   | Volksrepublik China/ Pakistan | leichtes Erdkampfflugzeug  | K-8            | 5              |                |                          |
| Transportflugzeuge      |                |                               |                            |                |                |                |                          |
| Shaanxi Y-8             | Beispielbild   | Volksrepublik China           |                            |                | 2              |                |                          |
| Harbin Y-12             | Beispielbild   | Volksrepublik China           |                            |                | 2              |                |                          |
| PZL M28                 | Beispielbild   | Polen                         |                            |                | 1              |                |                          |
| Cessna 402              | Beispielbild   | Vereinigte Staaten            |                            |                | 1              |                |                          |
| Hubschrauber            |                |                               |                            |                |                |                |                          |
| Bell 412                | Beispielbild   | Vereinigte Staaten            | Mehrzweckhubschrauber      |                | 2              |                |                          |
| Airbus Helicopters H125 | Beispielbild   | Europäische Union             | Mehrzweckhubschrauber      |                | 1              |                |                          |
| Airbus Helicopters H155 | Beispielbild   | Europäische Union             | Mehrzweckhubschrauber      |                | 2              |                |                          |
| Airbus Helicopters H225 | Beispielbild   | Europäische Union             | Mehrzweckhubschrauber      |                | 2              |                |                          |

#### Flugabwehrwaffen
| Typ           | Herkunft    | Funktion         | Anzahl | Anmerkungen           |
| ------------- | ----------- | ---------------- | ------ | --------------------- |
| 2K12 Kub      | Sowjetunion | Flugabwehrrakete |        | Im schlechten Zustand |
| S-125 Newa    | Sowjetunion | Flugabwehrrakete |        | Im schlechten Zustand |
| 9K32 Strela-2 | Sowjetunion | MANPADS          |        | veraltet              |
| ZPU-2 ZPU-4   | Sowjetunion | Maschinengewehr  | 40     | Im schlechten Zustand |
| SU-23         | Sowjetunion | Flugabwehrkanone | 40     |                       |
| M1939         | Sowjetunion | Flugabwehrkanone | 120    |                       |

## Technische Beratergruppe der Bundeswehr
Im Rahmen der Zusammenarbeit der Regierungen unterhält die Bundeswehr eine Technische Beratergruppe, die die Ausbildung der Streitkräfte Tansanias vor allem im Bereich der Peacekeeping-Fähigkeiten und im Sanitätsdienst unterstützt. Hier ist als Leuchtturmprojekt vor allem das Military College of Medical Science zu nennen, das in seiner Funktion der Sanitätsakademie der Bundeswehr entspricht.